# Unitat perifèrica del Pireu
La unitat perifèrica del Pireu (en grec: Περιφερειακή ενότητα Πειραιώς) és una unitat perifèrica de Grècia que corresponia a una part de la prefectura del Pireu. Des del 2011 forma part de la perifèria d'Àtica i s'estén per la part sud-occidental de la zona urbana d'Atenes.